# Flêtre

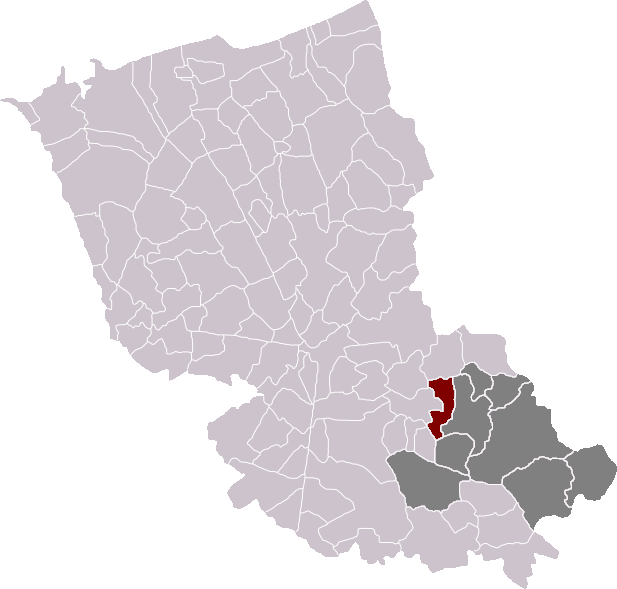
Localització de Flêtre

Flêtre  (en neerlandès Vleteren) és un municipi francès, situat a la regió dels Alts de França, al departament del Nord, que forma part de la Westhoek. L'any 2006 tenia 764 habitants. Limita al nord-oest amb Eecke, al nord amb Godewaersvelde, a l'oest amb Caëstre a l'est amb Méteren, al sud-oest amb Pradelles, al sud amb Strazeele i al sud-est amb Merris.

## Demografia
| Evolució de la població Cassini i INSEE |       |       |       |       |       |       |       |       |
| 1793                                    | 1800  | 1806  | 1821  | 1831  | 1836  | 1841  | 1846  | 1851  |
| 1 146                                   | 1 183 | 1 236 | 1 131 | 1 184 | 1 205 | 1 182 | 1 173 | 1 127 |

| 1856  | 1861  | 1866  | 1872  | 1876  | 1881  | 1886  | 1891 | 1896 |
| ----- | ----- | ----- | ----- | ----- | ----- | ----- | ---- | ---- |
| 1 070 | 1 078 | 1 127 | 1 108 | 1 101 | 1 074 | 1 023 | 967  | 942  |

| 1901 | 1906 | 1911 | 1921 | 1926 | 1931 | 1936 | 1946 | 1954 |
| ---- | ---- | ---- | ---- | ---- | ---- | ---- | ---- | ---- |
| 947  | 951  | 952  | 755  | 743  | 736  | 724  | 700  | 646  |

| 1962 | 1968 | 1975 | 1982 | 1990 | 1999 | 2006 | 2011 | 2016 |
| ---- | ---- | ---- | ---- | ---- | ---- | ---- | ---- | ---- |
| 650  | 660  | 623  | 662  | 709  | 742  | -    | -    | -    |

| 2019 | - | - | - | - | - | - | - | - |
| ---- | - | - | - | - | - | - | - | - |
| -    | - | - | - | - | - | - | - | - |

## Administració
| Període | Identitat            | Partit |
| ------- | -------------------- | ------ |
| 1997-   | Marie-Thérèse Ricour |        |